# Shun Nakamura
Shun Nakamura (født 24. februar 1994) er en japansk fodboldspiller, som spiller for den japanske fodboldklub Montedio Yamagata.